# Olympische Sommerspiele 2008/Bogenschießen

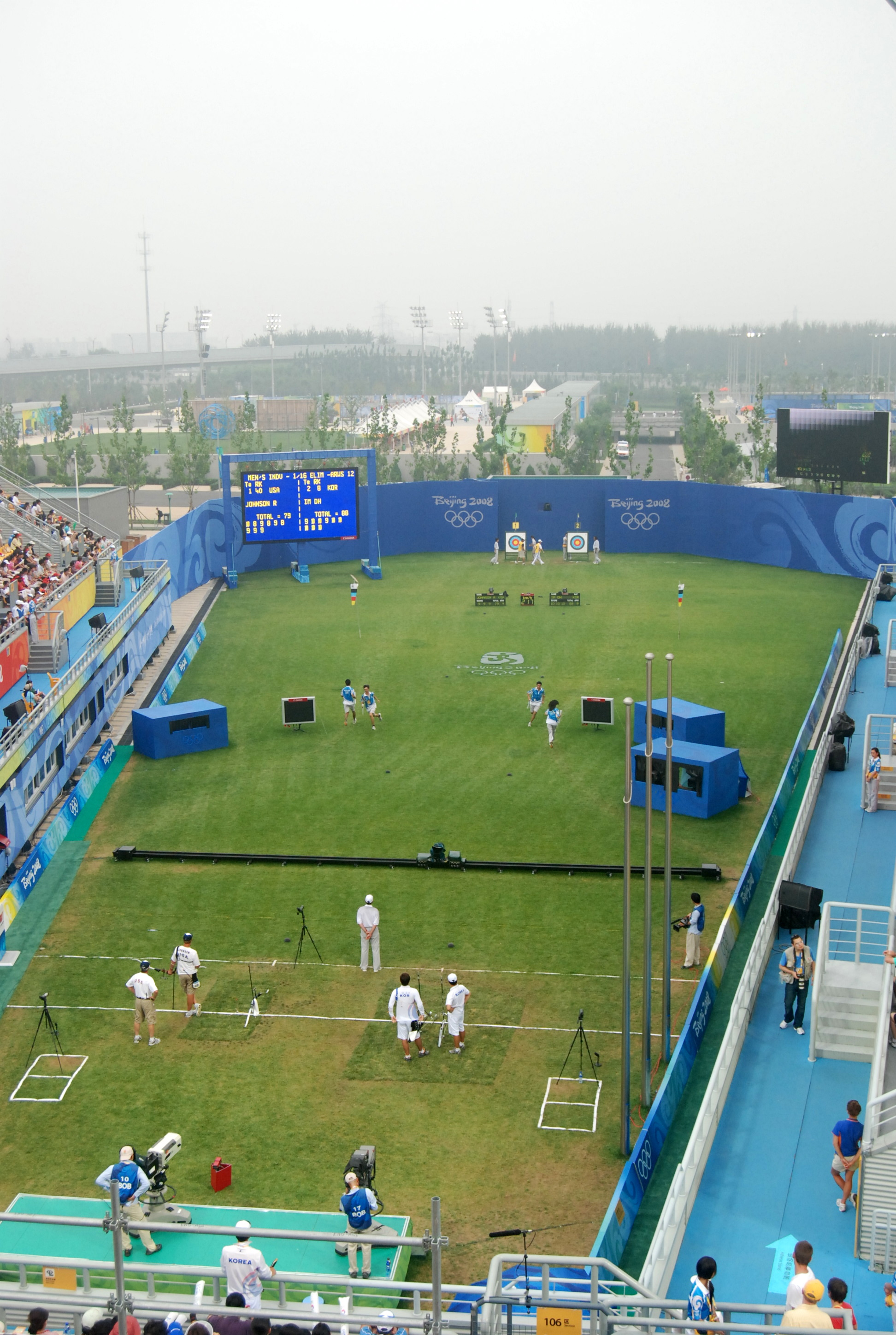
Die Wettkampfstätte, das Olympic Green Archery Field

Bei den XXIX. Olympischen Sommerspielen 2008 in Peking wurden vier Wettbewerbe im Bogenschießen ausgetragen. Bei den Männern und bei den Frauen gab es jeweils einen Einzelwettbewerb und einen Mannschaftswettbewerb mit drei Teilnehmern. Bei beiden Geschlechtern gleich waren der Zieldurchmesser von 1,22 Meter und die Schussdistanz von 70 Meter.

## Bilanz

### Medaillenspiegel
| Platz  | Land       | Gold | Silber | Bronze | Gesamt |
| ------ | ---------- | ---- | ------ | ------ | ------ |
| 1      | Südkorea   | 2    | 2      | 1      | 5      |
| 2      | China      | 1    | 1      | 1      | 3      |
| 3      | Ukraine    | 1    | –      | –      | 1      |
| 4      | Italien    | –    | 1      | –      | 1      |
| 5      | Frankreich | –    | –      | 1      | 1      |
| 5      | Russland   | –    | –      | 1      | 1      |
| Gesamt | Gesamt     | 4    | 4      | 4      | 12     |

### Medaillengewinner
| Disziplin         | Gold                                              | Silber                                            | Bronze                                                    |
| ----------------- | ------------------------------------------------- | ------------------------------------------------- | --------------------------------------------------------- |
| Einzel Männer     | Wiktor Ruban (UKR)                                | Park Kyung-mo (KOR)                               | Bair Badjonow (RUS)                                       |
| Mannschaft Männer | SüdkoreaIm Dong-hyun Lee Chang-hwan Park Kyung-mo | ItalienIlario Di Buò Marco Galiazzo Mauro Nespoli | ChinaJiang Lin Li Wenquan Xue Haifeng                     |
| Einzel Frauen     | Zhang Juanjuan (CHN)                              | Park Sung-hyun (KOR)                              | Yun Ok-hee (KOR)                                          |
| Mannschaft Frauen | SüdkoreaJoo Hyun-jung Park Sung-hyun Yun Ok-hee   | ChinaChen Ling Guo Dan Zhang Juanjuan             | FrankreichVirginie Arnold Sophie Dodémont Bérengère Schuh |

## Qualifikation
Das Teilnehmerfeld umfasste jeweils 64 Männer und Frauen. Jedes Nationale Olympische Komitee konnte maximal sechs Athleten entsenden, drei je Geschlecht. Nationale Olympische Komitees mit drei Athleten des gleichen Geschlechts nahmen automatisch am Mannschaftswettbewerb teil. Es gab keine festen Startplätze, was bedeutet, dass die verschiedenen Nationalen Olympischen Komitees aus jenen Athleten, welche die minimale Qualifikations-Punktzahl erreicht haben, wählten. Diese Punktzahl betrug bei einer FITA-Runde 1200 für Männer und 1180 für Frauen, bei einer 70-Meter-Runde 600 bzw. 590. Athleten, die sich qualifizieren wollten, mussten diese Norm zwischen dem 5. Juli 2007 und dem 16. Juli 2008 erreichen.
Das Gastgeberland, die Volksrepublik China, erhielt automatisch drei Startplätze je Geschlecht. Bei der Weltmeisterschaft 2007 in Leipzig wurden weitere 80 Startplätze vergeben. Die acht besten Länder je Geschlecht im Mannschaftswettbewerb erhielten drei Startplätze für die Olympischen Spiele. 16 Startplätze je Geschlecht gingen an Länder mit den am besten platzierten Athleten, die sich nicht über den Mannschaftswettbewerb qualifiziert haben. Weitere Startplätze wurden bei den kontinentalen Qualifikationsturnieren vergeben. Drei Startplätze gingen an Asien, Europa und Amerika, während Afrika und Ozeanien zwei Startplätze je Geschlecht erhielten. An diesen Turnieren konnten sich maximal zwei Athleten je Land qualifizieren. Ein besonderes Turnier, das „Final World Qualification Tournament“ vom 23. bis 29. Juni 2008, wurde unter Ländern ausgetragen, die sich bis dahin in anderen Wettbewerben noch keine Quotenplätze erkämpft hatten. In dieser Phase konnte sich maximal ein Athlet pro Land und Geschlecht qualifizieren. Drei weitere Startplätze je Geschlecht wurden durch eine Kommission bestehend aus IOC- und FITA-Mitgliedern an Länder vergeben, die Athleten angemeldet, sich aber noch nicht qualifiziert hatten.

## Männer

### Einzel
| Rang | Land | Athlet              |
| ---- | ---- | ------------------- |
| 1    | UKR  | Wiktor Ruban        |
| 2    | KOR  | Park Kyung-mo       |
| 3    | RUS  | Bair Badjonow       |
| 4    | MEX  | Juan René Serrano   |
| 5    | JPN  | Ryūichi Moriya      |
| 6    | MAS  | Chu Sian Cheng      |
| 7    | CUB  | Juan Carlos Stevens |
| 8    | USA  | Vic Wunderle        |

Datum: 15. August 2008, Finale um 17:37 Uhr

Teilnehmer:

Jens Pieper  Deutschland ausgeschieden in der ersten Runde (Platz 47)

Nachdem Südkorea im Teamwettbewerb der Herren die Goldmedaille gewonnen hatte, ging Park Kyung-mo auch im Einzel als großer Favorit an den Start. Doch die Serie der Südkoreaner, nie einen Titel im Männer-Einzel gewonnen zu haben, seitdem die Sportart 1972 olympisch wurde, setzte sich fort. Park unterlag dem Ukrainer Wiktor Ruban knapp mit 112:113 Ringen im Finale, nachdem er sich bis dahin im Wettkampf souverän gezeigt hatte. Doch ein kleiner Fehlschuss Parks, eine Acht, bedeutete den Olympiasieg für Ruban. Der einzige deutsche Teilnehmer Jens Pieper war in der ersten Runde ausgeschieden, es waren keine Teilnehmer aus Österreich oder der Schweiz am Start.

### Mannschaft
| Rang | Land              | Athleten                                            |
| ---- | ----------------- | --------------------------------------------------- |
| 1    | Südkorea          | Im Dong-hyun Lee Chang-hwan Park Kyung-mo           |
| 2    | Italien           | Ilario Di Buò Marco Galiazzo Mauro Nespoli          |
| 3    | China             | Jiang Lin Li Wenquan Xue Haifeng                    |
| 4    | Ukraine           | Markijan Iwaschko Wiktor Ruban Oleksandr Serdjuk    |
| 5    | Polen             | Rafał Dobrowolski Piotr Piątek Jacek Proć           |
| 6    | Russland          | Andrei Abramow Bair Badjonow Balschinima Zyrempilow |
| 7    | Malaysia          | Chu Sian Cheng Wan Kalmizam Muhammad Marbawi        |
| 8    | Chinesisch Taipeh | Chen Szu-yuan Kuo Cheng-wei Wang Cheng-pang         |

Datum: 11. August 2008, Finale um 17:25h

Mit 227:225 Ringen konnte Südkorea das Finale gegen Italien für sich entscheiden. Das chinesische Bogenschützenteam gewann für das Gastgeberland die erste Bronzemedaille nach acht goldenen und drei silbernen Medaillen. Es waren keine deutschen, österreichischen oder Schweizer Mannschaften am Start.

## Frauen

### Einzel
| Rang | Land | Athletin       |
| ---- | ---- | -------------- |
| 1    | CHN  | Zhang Juanjuan |
| 2    | KOR  | Park Sung-hyun |
| 3    | KOR  | Yun Ok-hee     |
| 4    | PRK  | Kwon Un-sil    |
| 5    | KOR  | Joo Hyun-jung  |
| 6    | USA  | Khatuna Lorig  |
| 7    | MEX  | Mariana Avitia |
| 8    | JPN  | Nami Hayakawa  |

Datum: 14. August 2008, Finale um 17:37 Uhr

Teilnehmerinnen:

Anja Hitzler  Deutschland ausgeschieden in der zweiten Runde (Platz 20)

Nathalie Dielen  Schweiz ausgeschieden in der ersten Runde (Platz 45)

Zhang Juanjuan aus dem Land des Gastgebers hat die Reihe von südkoreanischen Olympiasiegen in dieser Disziplin mit einem 110:109-Sieg gegen die amtierende Olympiasiegerin Park Sung-hyun gestoppt. Dennoch konnte Südkorea zwei Medaillen gewinnen, da Parks Teamgefährtin Yun Ok-hee mit 109:106 den Kampf um den dritten Platz gegen die Nordkoreanerin Kwon Un-sil für sich entschied. Die einzige deutsche Teilnehmerin Anja Hitzler war zuvor in der zweiten Runde an der Finalistin aus Südkorea gescheitert.

### Mannschaft
| Platz | Land           | Athletinnen                                              |
| ----- | -------------- | -------------------------------------------------------- |
| 1     | Südkorea       | Joo Hyun-jung Park Sung-hyun Yun Ok-hee                  |
| 2     | China          | Chen Ling Guo Dan Zhang Juanjuan                         |
| 3     | Frankreich     | Virginie Arnold Sophie Dodémont Bérengère Schuh          |
| 4     | Großbritannien | Charlotte Burgess Naomi Folkard Alison Williamson        |
| 5     | Italien        | Pia Carmen Maria Lionetti Elena Tonetta Natalia Valeeva  |
| 6     | Polen          | Małgorzata Ćwienczek Iwona Dzięcioł Justyna Mospinek     |
| 7     | Indien         | Dola Banerjee Laishram Bombayla Devi Pranitha Vardhineni |
| 8     | Japan          | Nami Hayakawa Yūki Hayashi Sayoko Kitabatake             |

Datum: 10. August 2008, Finale um 18:10 Uhr

Während keine deutschen, schweizerischen oder österreichischen Sportler unter den zehn Mannschaften dabei waren, konnte das südkoreanische Team im Viertelfinale gegen Italien einen neuen Weltrekord aufstellen (231 Punkte). Das asiatische Finale zwischen dem favorisierten Südkorea und Gastgeber China endete mit einem 224:215-Sieg der Südkoreanerinnen. Im Duell um Platz 3 gewann Frankreich mit 203:201 Ringen gegen Großbritannien.